# Бранислав Анђеловић
Бранислав Анђеловић (Бујановац, 18. август 1946 — Београд, 12. јануар 2022) био је један од оснивача и оригиналних чланова групе Рокери с Мораву.

## Биографија
Рођен је 1946. године. 
Бавио се џез и блуз музиком тако да је био веома заслужан за оригиналне аранжмане Рокера с Мораву. У време Рокера с Мораву представљан је био као Бане Ћора, пошто су сви чланови имали псеудониме који су доприносили оригиналном хумору групе. Поред Бориса Бизетића, Бранка Јанковића и Звонка Миленковића чинио је оригинални квартет у српској и југословенској музици.
Групу је напустио после 11 година, јула 1988. године. Његовим одласком из групе Рокери с Мораву су доста изгубили на квалитету звука и самих аранжмана својих песама. 
Живео је у Београду. Преминуо је 12. јануара 2022. године.